# Ceratophyllus sclerapicalis
Ceratophyllus sclerapicalis är en loppart som beskrevs av Tsai Liyuen, Wu Wenching et Liu Chiying 1974. Ceratophyllus sclerapicalis ingår i släktet Ceratophyllus och familjen fågelloppor. Inga underarter finns listade i Catalogue of Life.